# Personaggi di Titeuf
Questa è una lista dei personaggi di Titeuf.

## Personaggi
Titeuf, è il protagonista del fumetto. È un ragazzo turbolento, di 10 anni, riconosciuto per il suo ciuffo biondo, che si pone con ingenuità molte domande sulla vita, la sessualità ed il mondo degli adulti. Credulone, cade spesso in equivoci a causa delle sue costruzioni mentali, spesso vittima di scherzi da parte degli amici. È innamorato di Nadia, e, per avere il suo amore, a volte ricorre anche a metodi strani, come pozioni, stratagemmi e la maggior parte delle volte a delle sfide con Marco. Nei volumi più recenti e nella quarta stagione della serie animata sviluppa tuttavia un grande interesse amoroso anche verso Ramatou, una ragazza africana emigrata in Francia a causa della guerra.

### I parenti
I genitori di Titeuf sono Roger e Anne-Mathilde: ormai abituati ai disastri del figlio, il padre è un tipo che cambia spesso lavoro, mentre la madre è casalinga. Non vogliono animali in casa.
Zizie, è la sorellina di circa un anno di Titeuf, appare la prima volta nel settimo albo. Il suo arrivo sconvolge completamente la vita del bambino che, a volte, deve occuparsene e deve evitare che la sorellina distrugga tutte le sue cose preferite. Titeuf si consola pensando che Zizie gli servirà in futuro ad attirare le ragazze.
Monica, è la sorella della madre di Titeuf. Quest'ultimo si diverte a chiamarla "zietta", sapendo benissimo che lei non sopporta di essere chiamata così perché la fa sentire vecchia. Spesso viene lasciata dai suoi fidanzati, piange e si dispera, finché non ne trova un altro. Spesso regala a Titeuf oggetti che lui considera imbarazzanti. Appare per la prima volta nel secondo albo.
Julie, è la cugina di 9 anni di Titeuf. Titeuf è segretamente, e inconsciamente innamorato di lei, ricambiato. Fan di Kevin Lover, a volte è infastidita da Titeuf, ma gli vuole bene. È un po' maschiaccio, è simpatica ed è intelligente. Appare per la prima volta nel quarto albo. Ha i capelli rossi e in un episodio il Grande Miope le ruba il cellulare.
Glaïeul, è lo zio di Titeuf. Fa la sua prima apparizione nella seconda stagione della serie animata. Titeuf, a volte, è costretto contro la sua volontà a passare delle giornate con lui nell'ospedale in cui è ricoverato.
La nonna, paterna di Titeuf, defunta quando il suo nipotino era molto piccolo, viene rievocata nei ricordi con nostalgia, dolcezza e amore. Titeuf si reca al cimitero per raccontarle i suoi sogni. Zizie non l'ha mai conosciuta.
Nonno Scaduto, non si conosce il suo vero nome, ma Titeuf lo chiama Scaduto, perché pensa che sia arrugginito. Fa delle prove di teatro insieme al suo migliore amico. È il suo nonno paterno.
Betty,  un'altra cugina di Titeuf. Compare nel terzo albo. È in dolce attesa. Compare solo nel fumetto.

### Gli amici
Manù, con i suoi grossi occhialoni e il grande nasone, è il migliore amico di Titeuf. Molto timido, ha una predisposizione a proferire stupidaggini, soprattutto sull'amore. Quando Titeuf ha dei problemi, corre in suo aiuto animato da buone intenzioni, però non sempre portano alle conseguenze sperate. È innamorato di Dumbo.
François, è il tipico intellettuale. Suo padre è un collezionista di insetti. Molto spesso si improvvisa scienziato, con esperimenti spesso improbabili e teorie strampalate.
Hugo, è un ragazzo grande e grosso, indossa un dolcevita rosso e pantaloni bianchi, è molto furbo e possiede una mente adatta a fare ottimi scherzi, di cui Titeuf è la vittima privilegiata. Adora mangiare barrette di cioccolato, è il bullo e l'amicone della classe. Proviene da una famiglia povera e subisce maltrattamenti fisici dal padre e psicologici dal fratello.
Jean-Claude, amico di Titeuf, porta un apparecchio per i denti imposto dai suoi genitori che lo fa sputare mentre parla, causando problemi a chi si siede davanti a lui. Tra tutti i compagni di classe, Jean-Claude è quello con cui Titeuf litiga più spesso, a volte anche in furiose risse che finiscono col coinvolgere tutti gli altri. Assume tuttavia un atteggiamento più simpatico e comprensivo nella quarta stagione della serie animata.
Hervé, soprannominato da tutti "Vomito", perché vomita sempre. Per lui ogni occasione è buona per "rimettere" il pranzo: sull'autobus, sulle montagne russe, quando sente parlare di mangiare. Tutti lo evitano nelle situazioni più pericolose, nelle quali lui cerca disperatamente un bagno, un cestino o un cespuglio per svuotare lo stomaco.
Tim, è un giovane di colore, molto timido e generoso. Indossa sempre una felpa verde (rossa nella seconda stagione del cartone) con un cappuccio. Compare solo nelle prime tre stagioni della serie animata.
Basil, ha un comportamento strano e non riesce a parlare molto bene, ma nel fumetto non presenta questa difficoltà. Dai suoi modi di fare si intuisce la sua diversa abilità, probabilmente riconducibile ad autismo. Spesso definito "speciale", ha un innato talento nel suonare il pianoforte. Gli piacciono anche i fiori.
Puduk, il cui vero nome è Pierre-Alexandre, è così soprannominato dai suoi compagni di classe, a causa della sua puzza nauseabonda, infatti la pronuncia francese (pue du cul) corrisponde a quella per puzza di fondoschiena.
Ramon, figlio di immigrati spagnoli, ha problemi a parlare francese corretto. È continuamente oggetto delle prese in giro dei compagni. Compare solo nel fumetto, nel film e nella quarta stagione della serie animata.
Morvax, il cui vero nome è Thomas, è un compagno di classe di Titeuf, sempre raffreddato ("morve" in francese significa moccio). Compare solo nel fumetto e nella quarta stagione della serie animata.
Maxime, è un ragazzo di carnagione scura, apparso per la prima volta nell'undicesimo albo. Compare solo nel fumetto e nella quarta stagione della serie animata, in cui si scopre che gli è morto il nonno. Poiché è musulmano non mangia carne di maiale. È appassionato di calcio.

### Le ragazze
Nadia, della quale Titeuf è follemente innamorato: è protagonista delle continue attenzioni di Titeuf, il quale per lei affronta sfide, spesso con Marco, o cerca continuamente di creare situazioni nelle quali confessarle sia il suo amore per lei, che per catturare la sua attenzione. Nonostante il comportamento che assume spesso con lui, si adopera per non perderlo, e, numerose volte, sembra interessarsi anche lei. Migliore amica di Dumbo, la sua presenza permette di sottolineare le differenze tra ragazzi e ragazze. 
Dumbo, è una ragazzina soggetta a numerose prese in giro a causa delle sue orecchie a sventola. Di tanto in tanto sembra innamorata di Manù, il cui innamoramento segreto è reciproco, ha un carattere abbastanza orgoglioso, in generale è complessata a causa del suo aspetto fisico e le orecchie. Cerca di non badare alla sua solitudine aggrappandosi all'amicizia con Nadia, che la usa come innocua spalla per darsi forza nel maltrattare i maschi. 
Nathalie, è un'altra amica di Nadia, molto simpatica, nonché un maschiaccio che ama fare sport. È una delle poche ragazze che non snobba o prende in giro Titeuf. 
Pauline, soprannominata "Ti amo". È una ragazzina (più piccola delle altre) pazzamente innamorata di Titeuf e del suo ciuffo ribelle. Fa la prima comparsa nel parco giochi a due passi dalla casa di Titeuf dicendo, "Ti amo Titeuf", e, "Amo il tuo ciuffo ribelle!".
Lucia, sorella di Manu e baby-sitter di Titeuf e Zizie. È adolescente, è l'espediente per far porre a Titeuf domande sulla pubertà e sul futuro immediato. Esce spesso con i ragazzi.
Ramatou, è una ragazza africana alta e di colore vestita da maschiaccio. È sfuggita ad una guerra nel suo paese d'origine e si è trasferita nella scuola di Titeuf imparando a poco a poco la sua lingua. Compare nel fumetto e nella quarta stagione della serie animata, dove Titeuf sviluppa un profondo sentimento amoroso nei suoi confronti venendo anche ricambiato sinceramente, suscitando però la gelosia di Nadia nel quattordicesimo albo. Vive in un appartamento insieme a suo cugino, il suo unico parente ancora vivo nonché colui che l'ha fatta emigrare.
Therese, è una nuova arrivata nella classe di Titeuf, molto sciocca e ingenua, pur essendo dotata per gli indovinelli e i testi delle canzoni. Compare solo nel fumetto, nel film e nella quarta stagione della serie animata.

### L'équipe degli insegnanti
La maestra, severa, il peggior incubo dei suoi alunni. A volte Titeuf e i suoi amici la chiamano "racchia", ma questo non le impedisce di fare molta fatica con Titeuf, che gliene combina di tutti i colori.
L'infermiera,  essendo molto bella, Titeuf e suoi amici spesso si fingono malati solo per vederla. Infatti i ragazzi sono attratti dal suo petto. Nella prima stagione ha più l'aspetto di una adulta, mentre dalla seconda, sembra essere più giovane e senza orecchini. Nella quarta stagione viene sostituita da un'altra infermiera più vecchia e corpulenta dal carattere autoritario.
Jean-Do, il professore di educazione artistica. Giovane e con metodi didattici innovativi e inclusivi, spesso parla con spirito "zen" ai suoi studenti affrontando argomenti come la crisi "preadolescenziale" o rimproverandone condotte violente. Compare solo nella terza stagione della serie animata.
Muscoloni, è l'insegnante di ginnastica, così soprannominato per i suoi grandi muscoli, si diverte a infliggere esercizi faticosi a Titeuf e ai suoi amici.
Il rettore della scuola, appare in alcuni episodi a monitorare il lavoro della maestra. Titeuf lo definisce, in modo errato, "Signor retto".
Il bidello, un uomo severo al quale Titeuf e i suoi compagni riservano scherzi incredibili. 

### I nemici
Il grande Diego, è un ragazzo più grande di Titeuf che si diverte a prendere in giro lui e i suoi amici. Ha un fratello più piccolo di Titeuf che frequenta la stessa scuola. Nella prima stagione appare solo in un episodio.
Il grande miope, è un delinquente di strada che spaventa i bambini e gli ruba vestiti e soldi dicendo "sgancia la grana", ma i genitori dei bambini non ne sanno niente! Nella prima stagione appare solo in un episodio.
Marco, è un ragazzo più grande di Titeuf, di circa 13 anni. Spesso esce con Nadia prendendosi gioco del piccolo dal grande ciuffo, il quale cerca di vendicarsi con scherzi di ogni genere, spesso con l'aiuto di Manù, senza mai però ottenere le attenzioni di Nadia che invece preferisce aiutare il "povero" Marco, deludendo per l'ennesima volta Titeuf.
Romuald, un ragazzo di cui Titeuf è geloso per via del fatto che, di tre anni più giovane, è dotato di grandissima intelligenza per un bambino (ha un QI di 1.0000.000). Romuald, comunque, non se ne cura. Compare solo nel fumetto e nella quarta stagione della serie animata.
La portinaia, è la badante del condominio in cui vive Titeuf, stanca dei disastri e dei rumori che fanno i bambini dentro e fuori da esso. Vive da sola e ha come compagnia un cane, a cui Titeuf fa sempre un sacco di dispetti.
Il tagliatore di orecchie, è un signore anziano. Abita in una piccola casa lungo la strada che i ragazzi percorrono per arrivare a scuola. Non sopporta il baccano causato dai bambini e spesso esce di casa urlando e sbraitando contro i piccoli passanti. Titeuf e i suoi amici pensano che passandogli davanti si rischi di subire il taglio delle orecchie.

### Personaggi immaginari
Il gran Mogul, è il protagonista del cartone animato preferito di Titeuf e dei suoi amici, che spesso litigano per i suoi gadget, come pistole giocattolo, carte da gioco e persino mutandine, contenuti nei cereali e, in generale, nei prodotti destinati all'infanzia. È il tramite per l'avviamento dei bambini ad un futuro di consumatori.
Superflash, è il nemico numero uno del gran Mogul.
Skiacciator, è uno dei giocattoli che Titeuf e i suoi amici possiedono.
Ekratator, è uno dei tanti giocattoli che Titeuf e i suoi amici possiedono.

### Celebrità
Kevin Lover, famoso attore dal bell'aspetto, idolo delle ragazzine e, soprattutto, di Nadia e di Julie.
Cocò & Marvèl, le rockstar più famose nel mondo di Titeuf. Tutte la musiche contenute all'interno della serie animata sono canzoni delle due rockstar. In un episodio i due decidono di adottare come nuovo look un "ciuffo" molto simile a quello di Titeuf. 
Brandon e Kimberly, protagonisti della serie "Amore, tempesta e messa in piega", vivono le loro avventure sullo schermo della tv di Titeuf appassionando lui e i suoi amici. Spesso il piccolo dal grande ciuffo si ispira alla serie per combinarne qualcuna delle sue.
Jumping Rogers, noto giocatore di basket idolo sportivo di Titeuf, che ne è fan. Viene spesso nominato in ogni atteggiamento sportivo.